# Paul Langerhans
Paul Langerhans (ur. 25 lipca 1847 w Berlinie, zm. 20 lipca 1888 w Funchal na Maderze) – niemiecki patolog i anatom.

## Życiorys
Studiował w 1865 medycynę w Jenie, a od 1867 przeniósł się do Berlina uzyskując w 1869 doktorat. Jako student wziął udział w otwartym konkursie organizowanym przez Uniwersytet w Berlinie podczas którego odkrył "rozgałęzione komórki skóry przypominające neurony". Musiał minąć jeden wiek, aby funkcja owych komórek została odkryta. Pracował jako prosektor we Fryburgu, gdzie w 1871 habilitował się z anatomii patologicznej i został mianowany adiunktem. W tym czasie zachorował na gruźlicę przeprowadził się na Capri, po tym jak od listopada 1874 do maja 1875 pracował w Stacji Zoologicznej w Neapolu pod kierunkiem Antona Dohrna. Jesienią 1875 zdecydował się przenieść na Maderę, gdzie pracował jako lekarz ogólny w Funchal. Napisał często używany "Podręcznik dla Madery" (1885), w którym głównie opisywał sytuację klimatyczną i możliwości leczenia gruźlicy.
Odkrył w miąższu trzustki skupiska komórek wydzielania wewnętrznego (najważniejszym wydzielanym przez nie hormonem jest insulina), nazwane później jego nazwiskiem (wysepki Langerhansa).